# Хвойник окаймлённый
Хво́йник окаймлённый (лат. Ephedra lomatolepis) — вид кустарников рода Хвойник (Ephedra) монотипного семейства Хво́йниковые, или Эфедровые (Ephedraceae).

## Распространение
В природе ареал вида охватывает Среднюю Азию.
Произрастает по пескам.

## Ботаническое описание
Кустарник с прямыми восходящими стеблями, в основании ветвистый, высотой до 50 см, имеет часто подземные, стеблевидные побеги с укороченными до 1,5 см междоузлиями, окруженными удлиненными до 6 мм влагалищами, на поверхности переходящими в нормальный надземный побег. Веточки жёсткие, зелёные, толщиной до 2 мм, со средними междоузлиями длиной до 6 см, почти мутовчатые, вверху супротивные, гладкие или шероховатые, тонко бороздчатые. Кора стволов и старых ветвей бурая, растрескавшаяся.
Листочки в числе двух—трёх, длиной до 4 мм, редуцированные до влагалищ, по спинке травянистые, зелёные, в местах спайки узкоплёнчатые, светлые, вверху треугольные, заострённые, нижние влагалища длиной до 5 мм, с чешуевидными, ланцетными зубчиками.
Двудомное растение. Мужские колоски округлые, длиной до 6 мм, собраны в головчатое соцветие, цветки одиночные или парные, в числе четырёх—восьми, прицветники широкие, длиной 1,5—2 мм, коротко заострённые, внизу па половину спаянные, широко-перепончатые. Тычиночная колонка мало выставляющаяся, с 6—8 пыльниками, на нитях длиной до 1 мм. Женские колоски одиночные или скученные, сидячие или на ножках в основании ветвей или в узлах; прицветники  парные или мутовчатые, в числе 5 мутовок, черепичатых, свободные или почти свободные, широко-овальные или округлые, притуплённые, по спинке более толстые, травянистые, по краю перепончатые, очень слабо выгрызенные или цельные. Цветки в числе двух—трёх, трубочка длиной до 1,5 мм, скрученная, по краю с язычком или ложечковидная.
Плоды шаровидные или овальные, светло-бурые, длиной до 6 мм, прицветники рыхло-черепичатые, по спинке утолщённые, диаметром до 5 мм, сухие. Семена бурые, плоско-выпуклые, длиной около 4 мм. 
Цветение в мае. Плодоношение в июле.

## Таксономия
Вид Хвойник окаймлённый входит в род Хвойник (Ephedra) монотипного семейства Хвойниковые (Ephedrales) монотипного порядка Хвойниковые (Ephedrales).
|                                             |                   |                                               |                        |             |  |  |  |  |                         |  | ещё более 65 видов |
|                                             |                   |                                               |                        |             |  |  |  |  |                         |  |                    |
| монотипный порядок Хвойниковые (Ephedrales) |                   | монотипное семейство Хвойниковые (Ephedrales) |                        | род Хвойник |  |  |  |  |                         |  |                    |
| монотипный порядок Хвойниковые (Ephedrales) |                   |                                               |                        | род Хвойник |  |  |  |  |                         |  |                    |
|                                             | отдел Гнетовидные |                                               |                        |             |  |  |  |  | вид Хвойник окаймлённый |  |                    |
|                                             | отдел Гнетовидные |                                               |                        |             |  |  |  |  | вид Хвойник окаймлённый |  |                    |
|                                             |                   |                                               | ещё 2 порядка растений |             |  |  |  |  |                         |  |                    |
|                                             |                   |                                               |                        |             |  |  |  |  |                         |  |                    |